# Томас Џеферсон
Томас Џеферсон (енгл. Thomas Jefferson; Шедвел, 13. април 1743 — Шарлотсвил, 4. јул 1826) био је један од оснивача САД, главни аутор Декларације о независности (1776) и трећи Председник Сједињених Држава (1801—1809). Почетком Америчке револуције служио је у континенталном конгресу представљајући државу Вирџинију, а након тога служи као њен ратни гувернер (1779—1781). Након што је рат окончан средином 1784. године Џеферсон је постао дипломата у Паризу. Марта 1785. постаје амерички министар у Француској. Био је први амерички Државни секретар (1790—1793) под вођством тадашњег Председника Џорџа Вашингтона. Са блиским пријатељем Џејмсом Медисоном основао је демократско-републиканску странку, те из Вашингтоновог кабинета касније дао оставку. Године 1796. изабран је за Потпредседника Сједињених Држава након што је изгубио председничку трку од Џона Адамса. Џеферсон и Адамс нису се слагали, па је Џеферсон заједно са Медисоном у тајности написао Резолуције Кентакија и Вирџиније.
У ономе што је сам назвао Револуцијом 1800. године, Џеферсон је изабран за Председника Сједињених Држава, те је заслужан за куповину великог дела територије данашње државе Луизијане од Француске (1803), а такође је послао и експедицију Луиса и Кларка (1804—1806) да истраже територију новог запада. Његов други председнички мандат углавном су означиле невоље, као што је пропало суђење за издају његовог бившег Потпредседника Арона Бера. Уз ескалацију проблема са Британијом, која је претила Америци обуставом доставе преко мора, у привредном рату који је уследио покушавао се изборити са низом Закона о ембаргу које је донио, а који су само додатно наштетили америчкој трговини. 1807. године, Председник Џеферсон је у Закон ставио члан о забрани увоза робова у Сједињене Државе. Иако се у научним истраживањима и школским уџбеницима Џеферсон и данас сматра једним од највећих америчких председника, од друге половине 20. века многи историчари су га критиковали управо због питања ропства.
Џеферсон је био полиглота, који је течно говорио пет језика и био заинтересован за подручје науке, изума, архитектуре, религије и филозофије, што га је довело до оснивања Универзитета у Вирџинији након што му је истекао други председнички мандат. Сам је дизајнирао своју велику палату у Шарлотсвилу коју је назвао Монтичело. Иако није био добар говорник, Џеферсон је био вешт писац и често се дописивао са многим угледним људима из Америке и Европе за свога живота.
Иако је у свом власништву држао стотине робова, Џеферсон се читавог живота противио институцији ропства сматрајући контрадикторним идеје о заједничком ропству и слободи те њихове некомпатибилности с главном идејом америчке револуције. Ипак, историчари су се често налазили на супротним странама у вези Џеферсонове посвећености и искрености о антиропству. Након што је Марта Џеферсон умрла 1782. године (његова супруга са којом је био у браку 11 година), Џеферсон је до краја живота остао удовац; у свом браку имали су шесторо деце од којих је само двоје преживело детињство. Године 1802. појавиле су се приче да је Џеферсон такође отац деце Сели Хамингс, његове робиње. 1998. године, ДНК тестом открила се повезаност између њеног последњег детета и Џеферсонове породичне линије. Премда поједини историчари тврде да је могуће доказати да је неко други отац, већина је закључила да је Џеферсон имао дугогодишњу везу са Хемингсоновом и да је он управо отац најмање једног а највише шесторо њене деце.

## Детињство, младост и каријера
Као треће од десеторо деце, Томас Џеферсон рођен је 13. априла 1743. године у породичној кући у Шадвелу (Вирџинија). Његов отац био је Питер Џеферсон, власник плантаже и надзорник. Могуће је да је Џеферсон имао велшко порекло, иако то ни до данас није доказано. Његова мајка била је Џејн Рандолф, кћи Изама Рандолфа, капетана брода и власника плантаже. Питер и Џејн венчали су се 1739. године. Томас Џеферсон није показивао претерани интерес за своје претке; једино је знао за постојање свог деда са очеве стране.
Пре своје смрти 1745. године, удовац Вилијам Рандолф, стари пријатељ Питера Џеферсона, именује Питера да буде управитељ плантаже у Тукахуу и да се брине за његово четворо деце. Те године породица Џеферсон се преселила у Тукаху где ће живети наредних седам година до повратка у Шадвел 1752. године. Питер Џеферсон умро је 1757. године, а имање Џеферсонових подељено је између његова два сина: Томаса и Рандолфа. Томас је наследио око 4 000 дунума земље, укључујући Монтичело, те између 20 и 40 робова. Преузео је контролу над имањем када је напунио 21 годину.

### Образовање
Џеферсон је своје образовање у детињству започео под вођством тутора. 1752. године почиње похађати локалну школу коју води шкотски свештеник. У доби од девет година живота, Џеферсон је започео учити латински, грчки и француски језик; научио је јахати коње и почиње проучавати природу. Од 1758. до 1760. године учио је под окриљем Велечасног Џејмса Маурија близу Гордонсвила у Вирџинији. Док се дружио са Мауријевом породицом учио је о историји, науци и класици.
Када је имао 16 година, Џеферсон почиње похађати колеџ William & Mary у Вилијамсбургу и тада по први пут упознаје професора права Џорџа Вита који ће му постати ментор и јако утицати на његов каснији живот. Професор Вилијам Смал, који је упознао Џеферсона са делима аутора попут Џона Лока, Франциса Бекона и Исака Њутна, учио га је математици метафизици и филозофији. У то време Џеферсон такође ради на усавршавању грчког и француског језика и свира виолину. Као марљив ученик, Џеферсон је показао заинтересованост на скоро свим подручјима те дипломира 1762. године завршивши студије за само две године. Проучавао је право док је за Витеа радио као правни службеник. У том периоду такође је читао разне енглеске класичне текстове и упознао се с политичким радовима. Примљен је у адвокатску комору Вирџиније 1767. године.
Кроз цели свој живот, Џеферсон је учио из разних књига. Скупљао је на хиљаде књига у својој библиотеци у Монтичелију. Када му је умро отац Питер, Томас је, уз још неке ствари, наследио и библиотеку. Већину његове касније библиотеке чиниле су књиге које му је након своје смрти оставио Џорџ Вите. Након што су Британци спалили конгресну библиотеку 1814. године, Џеферсон је понудио на продају своју колекцију од преко 6 000 књига по цени од четири долара по књизи. Касније, након што је схватио да не поседује већину књига из колекције, написао је писмо Џону Адамсу у ком је истакао: "Не могу живети без књига". Увек жељан знања, Џеферсон је константно куповао нове књиге и наставио читати и учити из њих готово целог живота.

### Брак и породица
Након што је неколико година радио као путујући адвокат, Џеферсон се оженио за 23-годишњу удовицу Марту Вајлиз Скелтон, 1. јануара 1772. године. Марта Џеферсон била је атрактивна, елегантна и популарна међу својим пријатељима; често је била Џеферсонова хостеса и управљала његовим имањем. Имали су сретан брак; Марта је пуно читала, плела и аматерски се бавила музиком. Џеферсон је свирао виолину а она га је пратила на клавиру. Сматра се да је привукла Томаса баш из њихове заједничке љубави према музици.
 Током њиховог десетогодишњег брака, Марта је родила шесторо деце: Марту, звану Петси (1772—1836); Џејн (1774—1775); никад именованог сина (1777); Мери Вајлиз звану Поли (1778—1804) и Луси Елизабет (1782—1785). Једино су Марта и Мери преживеле до својих зрелих година.
Након што је Џон Вејлиз, Мартин отац, умро 1773. године, она и Џеферсон наследили су његових 135 робова, 11 000 хектара земље и дугове његовог имања. Годинама су Џеферсон и остали наследници отплаћивали те дугове, а због тога је Џеферсон породица упала у финансијске проблеме. Недуго затим Марта Џеферсон је оболела од дијабетеса, а учестала рађања деце само су погоршала њено стање. Неколико месеци након рађања њиховог последњег детета, у 33. години Марта је умрла (6. септембар 1782). Џеферсон је био присутан за време њене смрти поред кревета и цео догађај га је знатно погодио. Током следеће три недеље Џеферсон се затворио у собу и ходао напред-назад све до тачке физичке изнемоглости. Касније је ишао на дуге шетње напуштеним путевима како би туговао за супругом. Као што јој је обећао пре смрти, никада се није поново оженио.

### Монтичело
1768. године Џеферсон је почео градити своју приватну резиденцију, Монтичело, на врху брда, на плантажи која се простирала на 5 000 хектара. Резиденцију су већином изградили локални зидари и тесари којима су помагали Џеферсонови робови. Џеферсон је 1770. године уселио у Јужни павиљон где му се две године после придружила и супруга Марта. Претворивши Монтичело у ремек-дело неокласицизма, он постаје Томасов дуготрајни пројекат.
Док је радио као министар у Француској од 1784. до 1789. године, Џеферсон је имао прилике видети неке класичне грађевине о којима је читао у својим књигама, а такође је открио и "модерне" трендове у француској архитектури који су у то време посебно били популарни у Паризу. 1794. године, када је престао бити амерички Државни секретар, започео је реновирање Монтичела утемељену на свему ономе што је видео у Европи. Реновирање је трајало скоро читав његов председнички мандат (1801—1809). Најупечатљивији додатак била је изградња осмостране куполе.

### Адвокатски посао
У колонијалној држави Вирџинији, Џеферсон је радио као адвокат у периоду од 1768. до 1773. године са својим пријатељем и ментором Џорџом Витеом. Листа његових странки укључивала је и чланове угледних породица Вирџиније, укључујући и чланове породице његове мајке - Рандолф. Уз то што се бавио правом, Џеферсон је у периоду од 11. маја 1769. до 20. јуна 1775. године представљао округ Албермарле у Кући Бургрес у Вирџинији. Након што је британски Парламент донио Неподношљиви закони, Џеферсон је написао низ резолуција против истог. Касније ће те резолуције бити проширене и постати оно што се данас зове A Summary View of the Rights of British America, а у којима је Џеферсон истакао да људи имају право управљати сами собом.